# Jonathan Swift
Jonathan Swift (Dublin, 1667. november 30. – Dublin, 1745. október 19.) angol születésű ír szatirikus író, esszé- és politikai pamfletíró, az irodalmi Scriblerus Klub tagja, anglikán lelkész. Legismertebb műve a Gulliver utazásai (1726) című regénysorozata.

## Írói álnevei
- Isaac Bickerstaff, A Dissenter, A Person of Quality, A Person of Honour, M.B. Drapier, T.R.D.J.S.D.O.P.I.I. (The Reverend Doctor Jonathan Swift, Dean of Patrick's in Ireland), Dr. Shit

## Élete
Édesapja halála után hét hónappal született. Első öt évét Angliában egy dajkával töltötte, miközben édesanyja Írországban maradt. Később dublini rokonok nevelték.
1682-től a dublini egyetemen tanult, de a bizonyítványát csak kegyelemből (by special favour) kapta meg. Tanulmányai befejeztével Angliába utazott, ahol egy befolyásos nyugalmazott politikusnak, Sir William Temple-nek lett a titkára. Néhány év múlva Oxfordban folytatta tanulmányait. Visszatérve Írországba, az anglikán egyház felszentelt papja lett és Kilrootban helyezkedett el. Ezt az állást feladta, mivel 1695-től ismét Sir William alkalmazásába állt. Ebben az időben fejezte be első nagyobb művét, a Hordómesét (A Tale of a Tub), illetve írta meg a Könyvek csatáját (The Battle of the Books), amelyek 1704-ben jelentek meg nyomtatásban. Itt ismerte meg Esther Johnsont, Sir Temple házasságon kívül született lányát, akit műveiben Stellának nevezett el.
Sir William Temple 1698-ban bekövetkezett halála után Swift visszaköltözött Írországba, ahol ismét egyházi szolgálatba lépett. Stella, akit szoros szálak fűztek Swifthez, a közeli Trimbe költözött.
Irodalmi pályafutása 1701-ben kezdődött, a név nélkül kiadott Dissensions in Athens and Rome-mal. A korábban írt két művének megjelenésével Swift elkötelezte magát az írói pálya mellett.
Egy ideig a tory-párti hetilap, az Examiner kiadója volt, ám Anna királynő halála után a toryk befolyása, és ezzel együtt Swift politikai karrierje is lehanyatlott.
Esther Johnsonnal (Stellával) kötött házassága mellett tizenegy éven át meghitt kapcsolat fűzte egy másik fiatal hölgyhöz (Esther Vanhomrigh), akit Vanessának nevezett, és aki nem tudott Swift házasságáról. Vanessa 1723-ban halt meg, kevéssel az után, hogy megtudta az igazságot. Swift felesége 1728-ban hunyt el.
Swift 1713 és 1745 között a dublini Szent Patrik-székesegyház főesperese volt. Főesperesként gondja volt a székesegyházra, a misék rendjére, a templomi zenére, a rászorulók támogatására. Itt is temették el, akárcsak barátnőjét, Stellát.
Swiftet izgalmas, udvariatlan és különc embernek tartották. Különcsége leginkább a dr. Shit álnéven az emberi ürülékről írt értekezésben mutatkozott meg.
Utolsó évei teli voltak szenvedéssel, megromlott egészsége és kedélye miatt. Egyes vélemények szerint 1740-től szellemi hanyatlásnak indult. 1742-ben megrokkant, 1745-ben halt meg. Bár sok leírás és vizsgálat szerint öntudatát és valóságérzékét megőrizte, azonban bénulásos és afáziás tüneteket (képtelen volt szavakkal kifejezni magát, mert azok nem jutottak az eszébe, amikor beszélni akart) írtak le. Maga Swift is rengeteget panaszkodott ekkori leveleiben: kedvetlenségről, melankóliáról, eddig soha nem tapasztalt mértékű lelki (és testi?) fájdalmakról, maga is megfigyelte, hogy egyik keze kórosan gyenge, míg a másik oldala teljesen épnek tűnik. A helyzetet súlyosbította, hogy utolsó hónapjaiban az egyik szemét ismeretlen eredetű, fájdalmas daganat támadta meg. Betegségének vagy betegségeinek pontos oka és lefolyása nem ismert, egyesek szerint a barátnője halála miatti depresszió vagy egy lassú arterioszklerózis stroke-rohamot váltott ki, mások szerint Alzheimer-kórban szenvedett. Azonban ezek a diagnózisok mind retrospektív jellegűek, ráadásul ahány kutató, annyiféle véleményt fogalmazott meg; ennélfogva minden ezzel kapcsolatos megállapítás bizonytalan.

## Művei
- Dissensions in Athens and Rome, 1701
- The Tale of a Tub (Hordómese), 1704
- The Battle of the Books (A könyvek csatája), 1704
- Bickerstaff Predictions for 1708 (Bickerstaff jövendölései), 1707
- The Sentiments of a Church of England Man, 1708
- Arguments against Abolishing Christianity, 1708
- Letter upon the Sacramental Test, 1708
- Project for the Advancement of Learning, 1709
- Ancient Prophecy (1709)
- Sid Hamet’s Rod (1710)
- Meditation upon a Broomstick (1710)
- Short Character of the Earl of Wharton (1710)
- The Conduct of the Allies (1711)
- The Representation of the House of Commons on the State of the Nation (1711)
- An Address of Thanks to the Queen (1711)
- Proposal for Correcting, Improving, and Ascertaining the English Tongue (1712)
- Reflections on the Barrier Treaty (1712)
- Remarks on the Bishop of Sarum's Introduction to His Third Volume of the History of the Reformation (1712)
- Journal to Stella (1710-13)
- The Public Spirit of the Whigs (1713?)
- Free Thoughts on the State of Public Affairs
- Cadenus and Vanessa (1713)
- A Proposal for the Universal Use of Irish Manufactures, &c. (Javaslat az ír iparcikkek általános használatáról), 1720
- The Drapier’s Letters (A rőfös levelei), 1724
- Gulliver’s Travels (Gulliver utazásai), 1726
- Miscellanies (1727)
- A Modest Proposal for Preventing the Children of Poor People from Being a Burthen (Szerény javaslat), 1729
- A Letter from the Grand Mistress of the Female Free-Masons to Mr. Harding, the Printer (1731?)
- The Day of Judgment (1731)
- Verses on the Death of Dr Swift (1731)
- Rhapsody of Poetry (1735?)
- The Legion Club (1736)
- Upon Sleeping in Church
- History of the Peace of Utrecht
- Directions to Servants

## Magyarul

### 1919-ig
- Gulliver utazásai ismeretlen országokban; ifjúsági átdolg. Hoffmann Ferenc, ford. Battlay Imre; Bartalits, Pest, 1865
- Gulliver utazásai ismeretlen országokban Swift Jonathantól; ford. Hoffmann Ferenc; Nagel Bernát, Buda, 1871
- Gulliver utazásai ismeretlen országokban; ford., ifjúsági átdolg. Prém József; Révai, Bp., 1886 (Az ifjúság olcsó könyvtára)
- Gulliver utazásai; ifjúsági átdolg. Sándor A.; Nagel, Bp., 1888
- Gulliver utazásai ismeretlen országokba; ford. Vajdafy Ernő; Lampel, Bp., 1895
- Gulliver csodálatos kalandjai a törpék és óriások országában; Fehleisen után ford. Koltai Virgil; Eisler, Bp., 1897
- Gulliver csodálatos utazásai a törpék és az óriások országában; ifjúsági átdolg. Böngérfi János; Nagel, Bp., 1900
- Gulliver utazásai; átdolg. Egri György; Singer és Wolfner, Bp., 1905
- Gulliver csodálatos kalandjai a törpék és óriások országában; átdolg. Domokos Béla; Eisler, Bp., 1906
- Gulliver utazásai; ford., ifjúsági átdolg. Gáspárné Dávid Margit; Magyar Kereskedelmi Közlöny, Bp., 1907
- Gulliver utazásai a törpék birodalmában és az óriások földjén; ifjúsági átdolg., új kiad.; Athenaeum, Bp., 1907
- Gulliver utazásai a világ messze tájaira; ifjúságnak átdolg., ford. Garády Viktor; Hajnal, Bp., 191?
- Gulliver utazásai; ford. Karinthy Frigyes; Révai, Bp., 1914 (Világkönyvtár)

### 1920–1944
- Pamfletek; ford. László Béla; Tevan, Békéscsaba, 1921 (Tevan-könyvtár)
- Gulliver utazásai, 1-2.; ford., bev. Wildner Ödön; Rózsavölgyi, Bp., 1923
- Gulliver az óriások között; Kellner, Bp., 1925 (Mesekönyvtár)
- Gulliver utazásai az óriások országában; átdolg. Szondy György; Dante, Bp., 1926
- Gulliver Liliputországban; Kellner, Bp., 1926 (Mesekönyvtár)
- Gulliver utazásai. Jonathan Swift regénye után, 1-2.; Pallas, Bp., 1926 (Tündérvásár könyvtára)
- Gulliver utazásai a törpék birodalmában; Athenaeum, Bp., 1933
- Gulliver utazásai a világ több távoli országába. Regény; ford. Pálóczi Horváth György; Az Est–Pesti Napló, Bp., 1935
- Gulliver törpeországban; Swift nyomán írta és rajzolta Róna Emy; Palladis, Bp., 1939
- Gulliver az óriások között; Chromo, Bp., 1941 (A kis művész)
- Gulliver a törpék országában; Chromo, Bp., 1941 (A kis művész)

### 1945–1989
- Gulliver utazása Lilliputban; Hungária, Bp., 1950
- Gulliver utazásai; ford. Szentkuthy Miklós; Szépirodalmi, Bp., 1952
- Hordómese; ford., utószó, jegyz. Kéry László; Európa, Bp., 1958 (Világirodalmi kiskönyvtár)
- Gulliver a törpék országában; Testvériség-Egység, Újvidék, 1960
- Szatírák és röpiratok; ford., utószó, jegyz. Kéry László, Európa, Bp., 1961 (Világirodalmi kiskönyvtár)
- A politikai hazugság művészete / A társalgásról. Gondolatok egy tanulmányhoz; ford. Julow Viktor; in: Hagyomány és egyéniség. Az angol esszé klasszikusai; vál. Európa Könyvkiadó munkaközössége, közrem. Ruttkay Kálmán, Ungvári Tamás, utószó Abody Béla, jegyz. Abádi Nagy Zoltán; Európa, Bp., 1967
- Gulliver utazásai; átdolg., ford. Dancsó Jenő; Nolit, Beográd, 1967 (Ifjúsági klasszikusok)

### 1990–
- Gulliver Lilliputban; átdolg. Zsolnai Margit; Aranyhal, Bp., 2001 (A világirodalom klasszikusai gyerekeknek)
- Gulliver utazásai; gyerekek számára átdolg. T. Gabbe, ford. Biró Ágnes; Elektra Kiadóház, Bp., 2002
- Gulliver újabb utazásai; ford. Karinthy Frigyes, átdolg. Viktor Shatunov; Alexandra, Pécs, 2007
- Gulliver az óriások között; ford. Vajdafy Ernő, átdolg. Viktor Shatunov; Alexandra, Pécs, 2007
- Gulliver utazásai; átdolg. Martin Woodside, ford. Csonka Ágnes; Alexandra, Pécs, 2010 (Klasszikusok könnyedén)
- Gulliver utazásai; átdolg. Elke Leger, ford. Szabó Mária; Ciceró, Bp., 2011 (Klasszikusok kisebbeknek)
- Gulliver utazásai; átdolg. Lewis Helfand, ford. Németh Dorottya, Diószegi Dorottya; Ventus Libro, Bp., 2011 (Klasszikusok képregényben)
- Szatírák; ford. Pheby Krisztina, Alföldy Bálint; Scolar, Bp., 2012
- Gulliver. Újrameséli Jonathan Coe; ford. Gács Éva; Kolibri, Bp., 2015 (Meséld újra!)

## Fordítás
- Ez a szócikk részben vagy egészben  a   Jonathan Swift című német Wikipédia-szócikk ezen változatának fordításán alapul.  Az eredeti cikk szerkesztőit annak laptörténete sorolja fel. Ez a jelzés csupán a megfogalmazás eredetét és a szerzői jogokat jelzi, nem szolgál a cikkben szereplő információk forrásmegjelöléseként.